# Stazione di Lugo (Spagna)
La stazione di Lugo (in spagnolo Estación de Lugo) è la stazione ferroviaria di Lugo, Spagna.
Si trova sulla ferrovia León-A Coruña.